# Shepherd's Bush (metropolitana di Londra)
Shepherd's Bush è una stazione della linea Central della metropolitana di Londra.
Nel passato ci sono state altre stazioni denominate "Shepherd's Bush". Attualmente, esiste la stazione ferroviaria di Shepherd's Bush situata sulla West London Line e servita dalla London Overground, aperta nel 2008. Un'altra stazione della metropolitana, situata sulla linea Hammersmith & City e linea Circle, si trova a circa mezzo chilometro di distanza verso ovest; fino al 2008 era anch'essa chiamata "Shepherd's Bush", ma è stata ribattezzata Shepherd's Bush Market per evitare confusione.

## Storia
La stazione fu aperta il 30 luglio 1900 dalla Central London Railway (CLR), oggi la linea Central. Era il terminale occidentale della linea. L'edificio originale della stazione era rivestito in terracotta e aveva un ingresso su Uxbridge Road, di fronte al parco di Shepherd's Bush Green. Come tutte le stazioni della CLR, era stato progettato dall'architetto Harry Bell Measures.
A nord della stazione si trovavano la centrale elettrica e il deposito treni di Wood Lane, al quale originariamente si accedeva attraverso un binario singolo dal tunnel della stazione in direzione ovest. Il tunnel in direzione est terminava in un binario morto poco a ovest della stazione, con uno scambio che lo collegava al tunnel in direzione ovest. Quando la stazione di Wood Lane, oggi demolita, fu aperta nel 1908, venne costruito un tunnel con un binario di raccordo circolare collegato al tunnel in direzione est.
Nel 1920 era stata progettata un'estensione della CLR fino a Richmond che sarebbe partita da Shepherd's Bush verso la stazione della London and South Western Railway di Hammersmith (Grove Road). Il progetto fu abbandonato e i lavori non ebbero mai inizio.
Negli anni 30 la stazione fu modernizzata, nell'ambito dei lavori su tutta la rete metropolitana noti come "New Works Programme", e vennero installate le scale mobili per sostituire gli ascensori originari. Nel 1938 le piattaforme furono estese e portate a 130 metri di lunghezza, come quelle di tutte le altre stazioni della Central Line, per poter ospitare i nuovi treni a otto carrozze, che sostituirono i precedenti a sette.
Per un breve periodo prima del 2008, la stazione fu rinominata Shepherd's Bush Green, ma tornò al nome originale quando la stazione della linea Hammersmith & City venne ribattezzata Shepherd's Bush Market.

### Chiusura e ristrutturazione

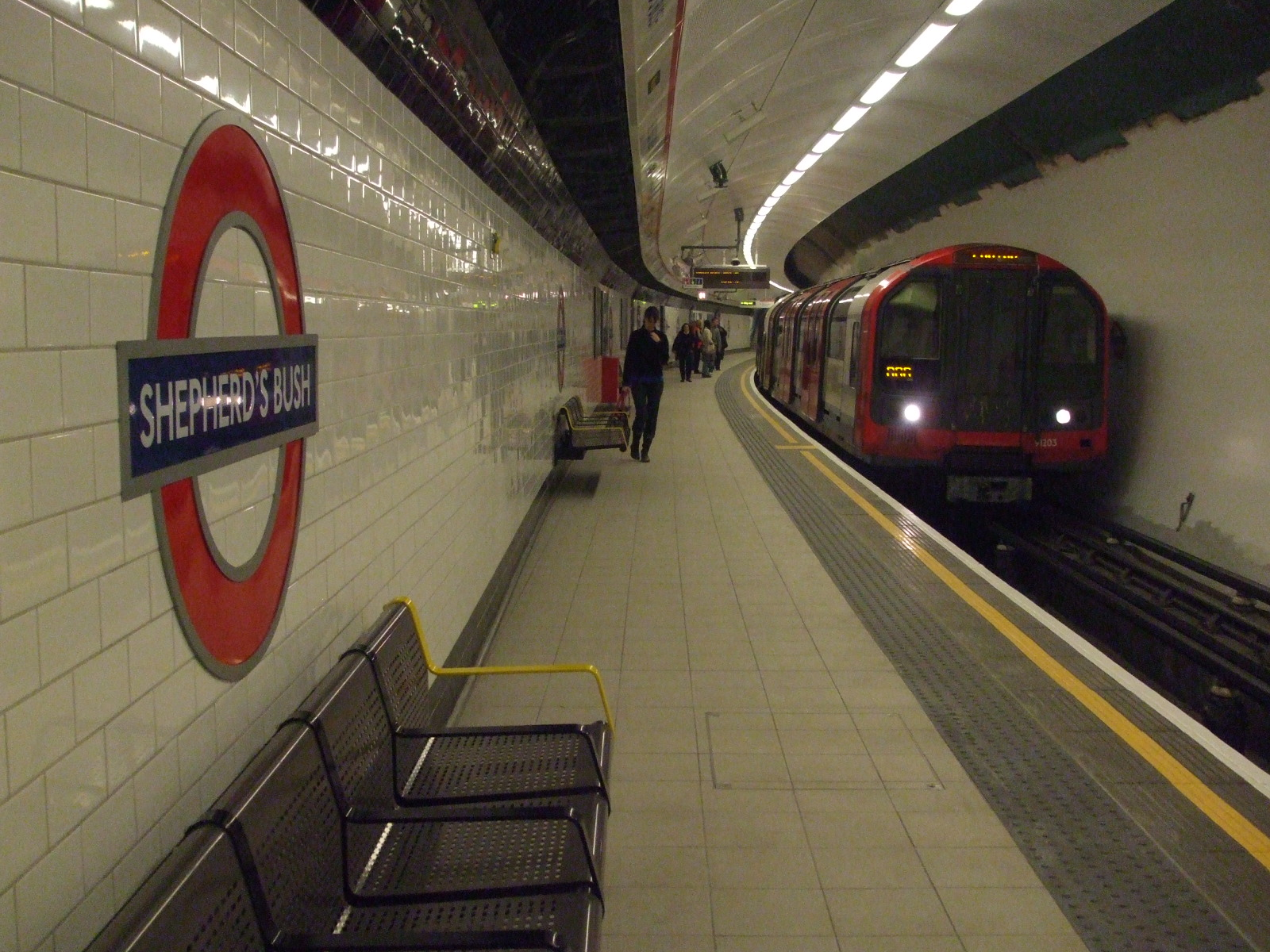
Treno alla stazione di Shepherd's Bush.

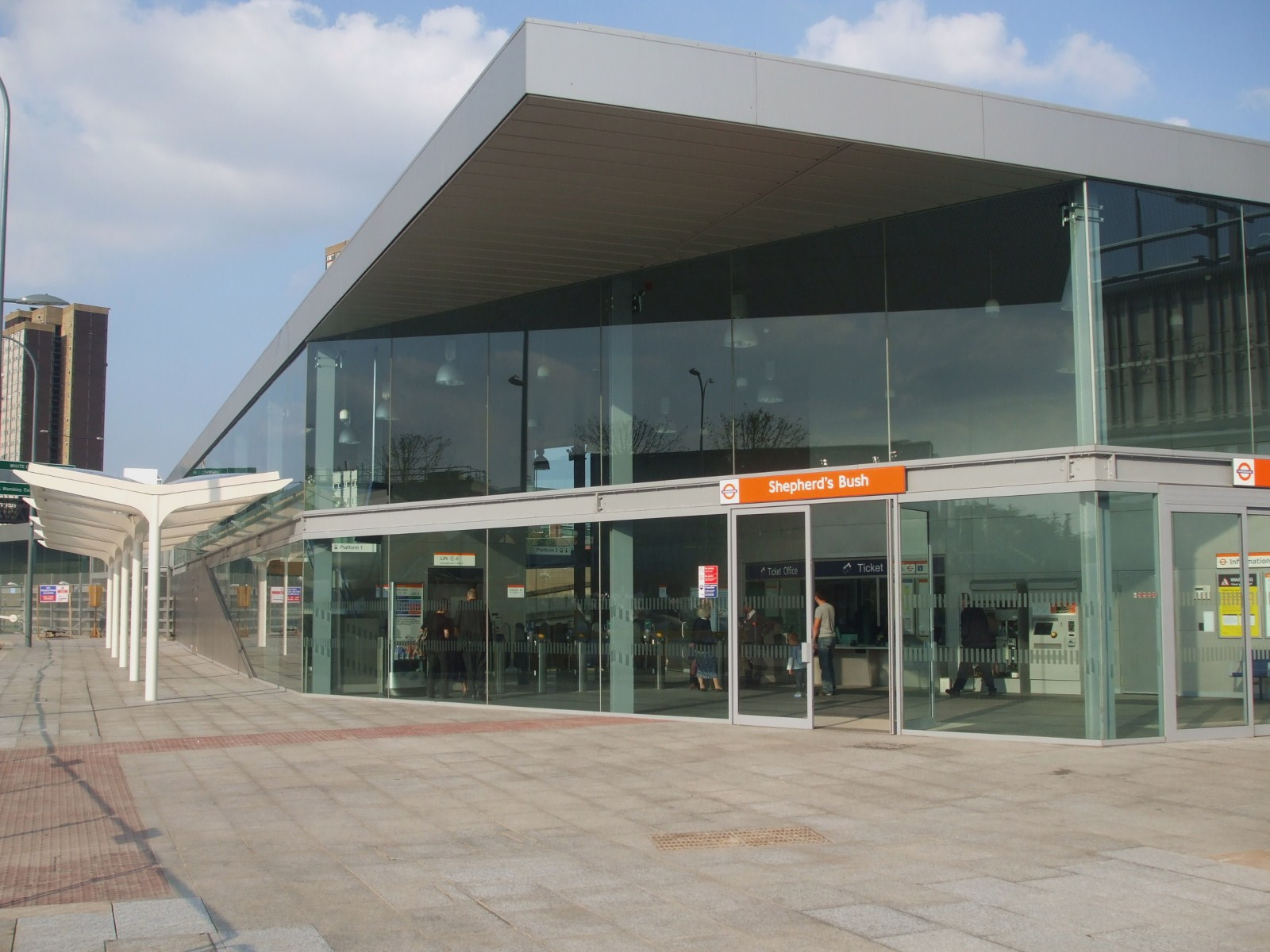
La stazione di Shepherd's Bush della London Overground.

Nel 2005 venne intrapreso un progetto di riqualificazione urbana su vasta scala nella zona di White City a nord di Shepherd's Bush Green, con l'apertura del centro commerciale Westfield. Nell'ambito di questo progetto, la stazione di Shepherd's Bush fu ristrutturata nel 2008 con il contributo di investitori privati. Le migliorie al trasporto pubblico nella zona inclusero la costruzione di una stazione degli autobus e una nuova stazione ferroviaria della London Overground sulla West London Line, anch'essa chiamata Shepherd's Bush.  Aperta il 28 settembre 2008, è situata accanto alla stazione della Central Line e quasi sul sito della vecchia stazione di Uxbridge Road chiusa il 19 ottobre 1940.
Durante la ricostruzione della stazione della Central Line, la Transport for London chiuse completamente la stazione per otto mesi. La decisione fu giustificata con la necessità di sostituire le scale mobili contemporaneamente ai lavori di ristrutturazione. Questa decisione causò controversie in ambito locale; i critici affermarono che i lavori erano stati organizzati in modo da favorire i futuri occupanti del centro commerciale, a scapito delle attività già esistenti nella zona. Andy Slaughter, il deputato del Parlamento inglese per il distretto di Shepherd's Bush, ottenne accesso a documenti dove il costruttore dichiarava che i lavori avrebbero potuto essere completati senza chiudere la stazione.
Durante la ristrutturazione, la TfL non installò gli ascensori nella stazione, come progettato in origine, citando costi di installazione di 100 milioni di sterline. Il mancato adeguamento a criteri di accessibilità ha suscitato critiche da parte dell'amministrazione del borgo di Hammersmith e Fulham e delle associazioni per i diritti dei disabili.

### Riapertura
La stazione di Shepherd's Bush è stata riaperta al traffico passeggeri il 5 ottobre 2008.

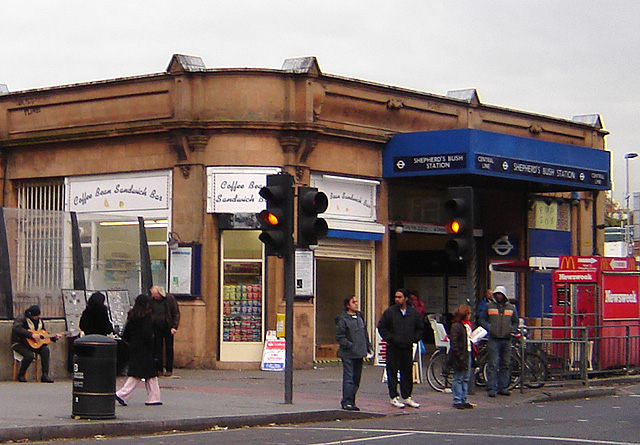
L'edificio originale del 1900, fotografato nel 2005.
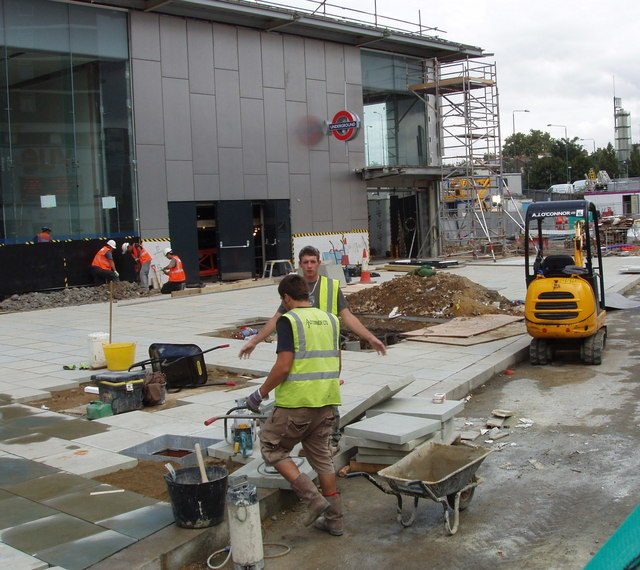
I lavori di ristrutturazione quasi completati nel 2008.
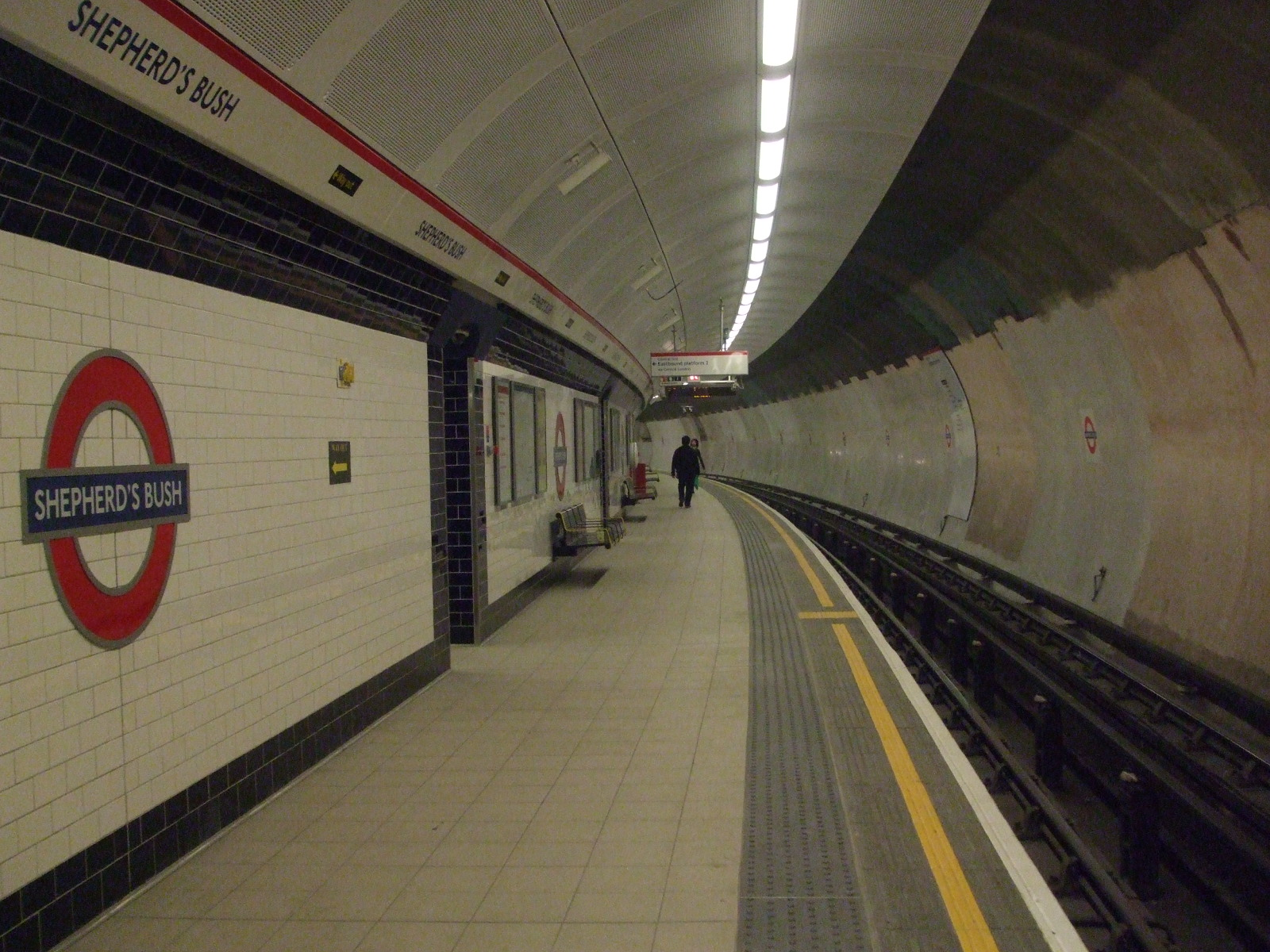
La piattaforma della stazione in direzione ovest.
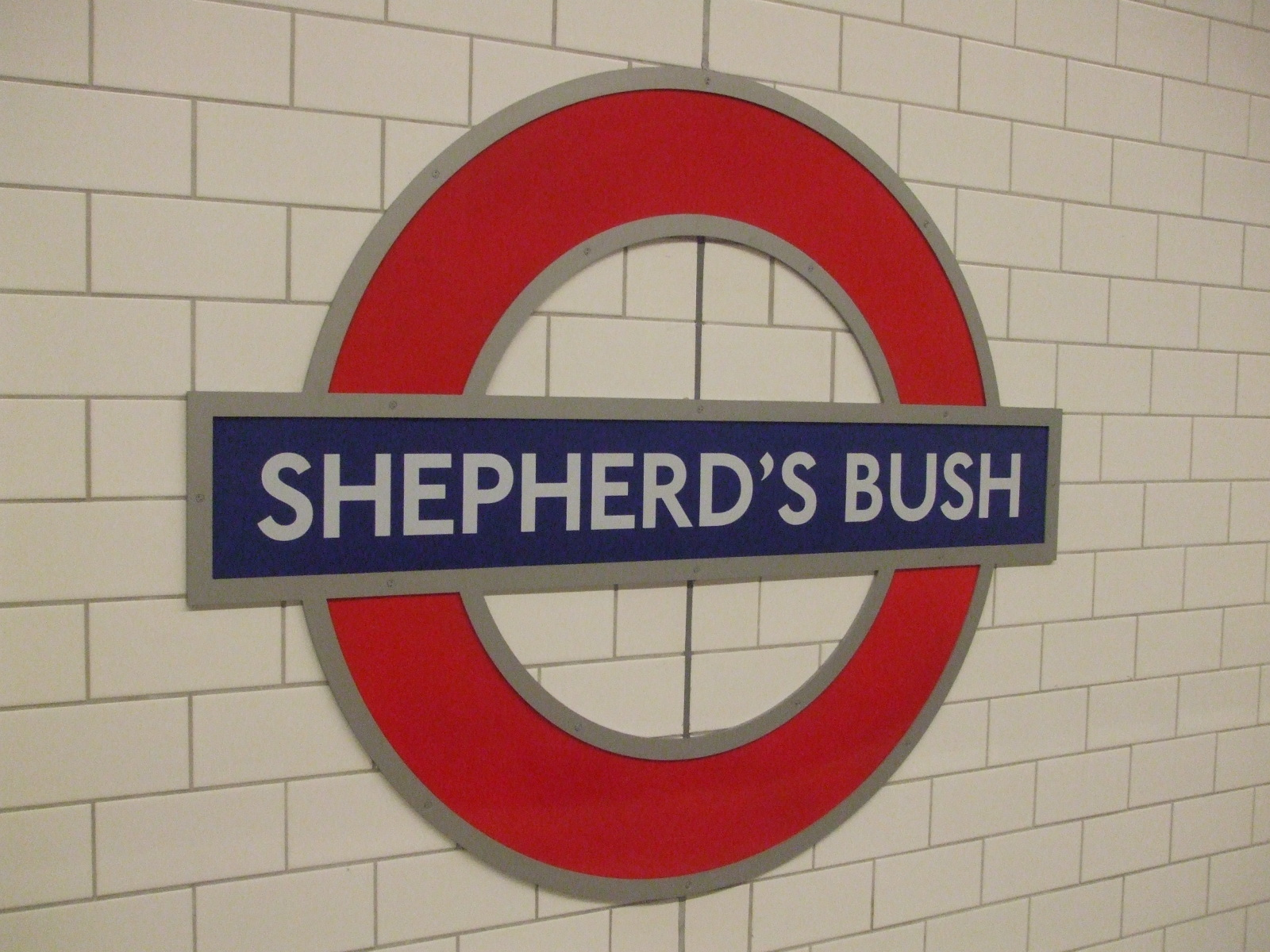
Roundel alla stazione di Shepherd's Bush.

## Strutture e impianti
Si trova nella Travelcard Zone 2.

## Interscambi
La fermata costituisce un importante interscambio con la stazione ferroviaria omonima.
Nelle vicinanze della stazione effettuano fermata numerose linee automobilistiche, gestite da London Buses.
- Stazione ferroviaria (Shepherd's Bush, London Overground e linee nazionali)
- Fermata autobus